# طبق نجمي

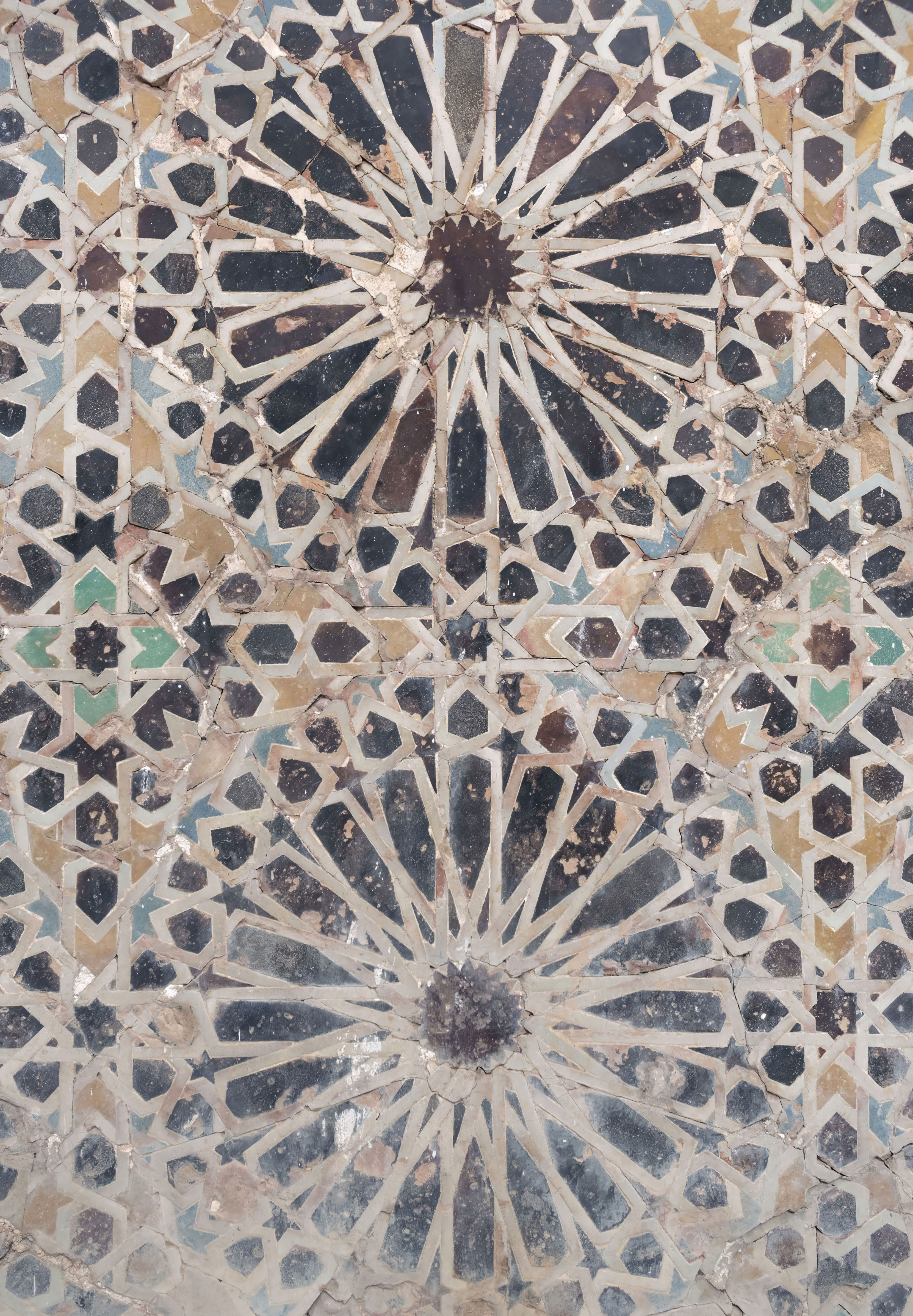
أطباق نجمية، تلمسان

الأطباق النجمية (أو "المثمنات النجومية"، أيضًا "المضلّعات النجمية") هي من أساسيات الزخرفة الإسلامية الهندسية، لما لها من روح وتعاشيق وترابط يبرز في الالتفاف المتداخل الجميل في بنيتها الهندسية. فالطبق النجمي يبدأ برسم مربع، داخله دائرة تمس اضلاعه، ومن ثم يبدأ التقسيم. تُقسّم الدائرة لتكوّن شكلا نجميًا بعد التنصيف ورسم الأوتار والأقواس. الأطباق النجمية لها مقاسات كثيرة، تبدأ من ثماني الأضلاع وتصل إلى 32 ظلعًا. الوانها تتّسق مع الوان التصاميم والطراز الإسلامي، كالأحمر، البني، الطوبي، الأخضر بدرجاته، الأزرق بدرجاته، وكذلك الأصفر بدرجاته أيضًا. وتبتعد ألوانه عن الخلاعة والميوعة. يستخدم الطبق النجمي كخلفية للوحات الخطية مع إعطاءه الوانًا فاتحة جدًا. ويستخدم في تعشيق الأخشاب كتصميم لمنابر الخطباء قى المساجد، كذلك كتصميم للمشغولات التي تطعم بالصدف. ويُرى مفهوم المركزية في الفن الإسلامي في الأشكال الهندسية، والتي يعبر عنها الطبق النجمي، فهو عبارة عن صورة اشعاعية تتحرك في اتجاه معين ولكن بصورة ثابتة في مركز الزخرفة.

### مقالات
- بنت عبد الله باهيم. "الاديولوجية التشكيلية لزخارف االطباق النجمية وتوظيفها كبالطات خزفية في الفراغات الداخلية" (PDF). مجلة الفنون والعلوم الانسانية. ج. 5 ع. 1: 87–106. DOI:10.21608/mjas.2018.142867. مؤرشف من الأصل (PDF) في 2023-12-03. اطلع عليه بتاريخ 06-2018. {{استشهاد بدورية محكمة}}: تحقق من التاريخ في: |تاريخ-الوصول= (مساعدة)